# 大池镇 (龙岩市)
大池镇，是中华人民共和国福建省龙岩市新罗区下辖的一个乡镇级行政单位。大池镇位于福建省龙岩市新罗区西部，地处永定县、新罗区和上杭县交界处，是周边乡镇农副产品及其它商品贸易集散地，也是本区边陲集镇较繁荣的贸易市场之一 。

## 行政区划
大池镇下辖以下地区：
红斜村、北溪村、大东村、秀东村、西洋村、雅金村、竹何村、合甲村、大山村、南燕村、黄美村、大和村和九里洋村。

## 交通
- 319国道